# بيرتكنيتات

بنية أيون تكنيتات.

أيون بيرتكنيتات هو أنيون أكسجيني صيغته الكيميائية هي TcO4-. وغالبا ما يستخدم كمصدر مناسب لذوبان النظائر المشعة لعنصر التكنيشيوم (Tc) في الماء. يتم استخدامه على وجه الخصوص لنقل النظير 99mTc (عمر النصف 6 ساعات) الذي يشيع استخدامه في الطب النووي في العديد من إجراءات المسح النووي.